# Saison 3 de Continuum
Chronologie
Saison 2 Saison 4
Cet article présente les treize épisodes de la troisième saison de la série télévisée canadienne Continuum.

## Synopsis
En 2077, la société a évolué vers un état policier. Un groupe de terroriste sur le point d'être exécuté arrive à s'évader dans le passé, avec à sa poursuite un protecteur (policier), Kiera.
En 2012, elle rencontre Alec, l'inventeur de la technologie de surveillance électronique du futur et entame la poursuite des évadés avec les policiers locaux. Alec et Kiera s'interrogent sur l'éventuelle transformation du futur…

## Distribution

### Acteurs principaux
- Rachel Nichols (VF : Marie Zidi) : Kiera Cameron
- Victor Webster (VF : Constantin Pappas) : Carlos Fonnegra, partenaire détective de Kiera
- Erik Knudsen (VF : Vincent de Bouard) : Alec Sadler (2012)
- Stephen Lobo (VF : Benoît DuPac) : Matthew Kellog, ex-membre de Liber8
- Roger Cross (VF : Jean-Paul Pitolin) : Travis Verta, membre de Liber8
- Lexa Doig (VF : Natacha Muller) : Sonya Valentine, membre de Liber8
- Omari Newton (en) (VF : Sidney Kotto) : Lucas Ingram, membre de Liber8
- Jennifer Spence (VF : Catherine Desplaces) : Betty Robertson
- Brian Markinson (VF : Vincent Violette) : l'inspecteur Dillon

### Acteurs récurrents
- Terry Chen (VF : Stéphane Marais) : Curtis Chen, membre de Liber8
- Magda Apanowicz (VF : Jessica Monceau) : Emily, la petite amie d'Alec Sadler
- Ian Tracey (VF : Emmanuel Karsen) : Jason, le fils d'Alec (2077)
- Richard Harmon (VF : Olivier Podesta) : Julian Randol, le demi-frère d'Alec
- Adrian Holmes (en) (VF : Bruno Dubernat) : agent Warren
- Zak Santiago (VF : Cédric Carlier) : agent Miller
- Rachael Crawford (VF : Véronique Borgias) : Catherine
- Anjali Jay (VF : Nathalie Homs) : Jacqueline
- Michelle Harrison (VF : Véronique Picciotto) : Diane Bolton
- Ryan Robbins (VF : Alexis Victor) : Brad Tonkin / John Doe
- Catherine Lough Haggquist (VF : Céline Duhamel) : l'inspecteur Nora Harris (récurrence à travers les saisons)
- William B. Davis (VF : Jacques Brunet) : Alec Sadler (2077) (récurrence à travers les saisons)

### Invités
- Tahmoh Penikett (VF : Olivier Rodier) : Jim Martin (épisode 2)
- John Cassini (en) (VF : Jérôme Pauwels) : Marco (épisode 2)
- Benjamin Ratner : Gord Solomon (épisodes 2 et 6)
- Gabrielle Rose : Samantha (épisodes 2 et 8)
- Max Chadburn (VF : Camille Donda) : Hannah (épisode 2)
- Matthew Harrison : Derek Richardson (épisodes 3 et 6)
- Adam Greydon Reid (en) (VF : Olivier Jankovic) : Clayton, le coroner (épisode 3)
- Janet Kidder (VF : Odile Schmitt) : Ann Sadler, la mère d'Alec (épisode 3)
- Dean Marshall (en) (VF : Jean-Luc Atlan) : Frank Ryan (épisode 3)
- Richard Keats (VF : Christophe Desmottes) : Ted (épisode 3)
- Bim Narine (VF : Jean-Luc Atlan) : l'un des braqueurs de banque (épisode 3)
- Peter Bryant : M. Towey (épisodes 4 et 8)
- Jason Bempong (VF : Erwan Tostain) : P. J. Batista (épisode 4)
- Rowland Pidlubny (VF : Christophe Desmottes) : Brenner (épisodes 5 et 7)
- Laci J. Mailey (VF : Anne-Charlotte Piau) : Christine Dillon (épisodes 5 et 10)
- Jenn MacLean-Angus : Nicole Dillon (épisode 5)
- James Kidnie : Nigel Barrow (épisode 5)
- Aliyah O'Brien (en) (VF : Pascale Chemin) : Alyssa (épisode 5)
- Jonathan Walker (VF : Philippe Roullier) : le commandant Martin Bradley (épisode 5)
- Tony Amendola (VF : Patrick Floersheim) : Edouard Kagamé, leader de Liber8 (épisode 7)
- Mike Dopud : Stefan Jaworski, membre de Liber8 (épisode 7)
- John Reardon (en) (VF : Taric Mehani) : Greg Cameron, le mari de Kiera, 2077 (épisode 7)
- Ben Cotton : Jaden (épisode 7)
- Sharon Taylor : Pangea (épisode 7)
- Jason Hesp (VF : Erwan Tostain) : le pilote (épisode 7)
- Curtis Caravaggio : Neelon (épisodes 8 et 9)
- Seth Whittaker : Elton (épisode 8)
- Josh Kalender (VF : Erwan Tostain) : le commandant (épisode 9)
- John Connolly (VF : Erwan Tostain) : le scientifique (épisode 10)
- Gregory Taven (VF : Erwan Tostain) : le jogger (épisode 11)
- Adrian Petriw (en) (VF : Erwan Tostain) : Short Nerdiac (épisode 12)
- Giacomo Baessato (VF : Erwan Tostain) : l'officier de police (épisode 13)

Sources VF : RS Doublage et Doublage Séries Database

## Production

### Développement
Le 5 juin 2013, Showcase a renouvelé la série pour une troisième saison et le 1er août 2013, Syfy a officialisé le renouvellement.

### Casting
En novembre 2013, Rachael Crawford a décroché un rôle récurrent lors de cette troisième saison.
En janvier 2014, Jason Bempong a obtenu un rôle d'invité le temps d'un épisode lors de cette saison.

### Tournage
Le tournage de cette troisième saison a débuté le 20 novembre 2013.

## Liste des épisodes

### Épisode 1:Minute par minute
- Canada : 16 mars 2014 sur Showcase[9]
- États-Unis : 4 avril 2014 sur Syfy[10]
- France : 18 novembre 2014 sur Syfy France[11]
- Québec : 17 juin 2015 sur AddikTV[12]

- Canada : 171 000 téléspectateurs[13][source insuffisante] (première diffusion)

### Épisode 2:Minute Man
- Canada : 23 mars 2014 sur Showcase
- France : 18 novembre 2014 sur Syfy France[11]
- Québec : 24 juin 2015 sur AddikTV

### Épisode 3:La Minute de vérité
- Canada : 30 mars 2014 sur Showcase
- France : 25 novembre 2014 sur Syfy France[11]
- Québec : 1er juillet 2015 sur AddikTV

- Canada : 207 000 téléspectateurs[13] (première diffusion)

### Épisode 4:À la dernière minute
- Canada : 6 avril 2014 sur Showcase
- France : 25 novembre 2014 sur Syfy France[11]
- Québec : 8 juillet 2015 sur AddikTV

- Canada : 166 000 téléspectateurs[13] (première diffusion)

### Épisode 5:Antenne dans 30 minutes
- Canada : 13 avril 2014 sur Showcase
- France : 2 décembre 2014 sur Syfy France[11]
- Québec : 15 juillet 2015 sur AddikTV

- Canada : 140 000 téléspectateurs[13] (première diffusion)

### Épisode 6:Une minute gaspillée
- Canada : 27 avril 2014 sur Showcase
- France : 2 décembre 2014 sur Syfy France[11]
- Québec : 22 juillet 2015 sur AddikTV

- Canada : 185 000 téléspectateurs[13] (première diffusion)

### Épisode 7:La Première Minute
- Canada : 4 mai 2014 sur Showcase
- France : 9 décembre 2014 sur Syfy France[11]
- Québec : 29 juillet 2015 sur AddikTV

- Canada : 129 000 téléspectateurs[13] (première diffusion)

### Épisode 8:Dernière Minute sur Terre
- Canada : 11 mai 2014 sur Showcase
- France : 9 décembre 2014 sur Syfy France[11]
- Québec : 5 août 2015 sur AddikTV

### Épisode 9:Une minute de silence
- Canada : 25 mai 2014 sur Showcase
- France : 16 décembre 2014 sur Syfy France[11]
- Québec : 12 août 2015 sur AddikTV

### Épisode 10:Révolutions par minute
- Canada : 1er juin 2014 sur Showcase
- France : 16 décembre 2014 sur Syfy France[11]
- Québec : 19 août 2015 sur AddikTV

### Épisode 11:Minuit moins trois minutes
- Canada : 8 juin 2014 sur Showcase
- France : 23 décembre 2014 sur Syfy France[11]
- Québec : 26 août 2015 sur AddikTV

### Épisode 12:Une minute sacrifiée
- Canada : 15 juin 2014 sur Showcase
- France : 23 décembre 2014 sur Syfy France[11]
- Québec : 2 septembre 2015 sur AddikTV

### Épisode 13:La Minute finale
- Canada : 22 juin 2014 sur Showcase
- France : 23 décembre 2014 sur Syfy France[11]
- Québec : 9 septembre 2015 sur AddikTV